# Kovács István (színművész, 1839–1919)
Nábrádi Kovács István (Pest, 1839. január 1. – Budapest, Terézváros, 1919. április 13.) színész, színigazgató, színészegyesületi főkönyvelő.

## Élete
Kovács József asztalosmester és Balázs Katalin fia. Alsóbb iskoláit a gimnázium IV. osztályáig a fővárosban az evangélikusoknál az 1850-es években végezte és miután apja mesterségét tanulta, egyszersmind a Landauer rajziskolába 1854-től 1859-ig járt a régi német színház épületébe és megtanulta az építészeti rajzolást és a tájképfestést. Gyakran járt a színházba és megkedvelvén a színészetet, 1860. február 27-én Csornán Kőszeghy Endre társulatába lépett; azután igazgatói voltak: Balogh Alajos, Pázmán Mihály, Nyiry György és Fejér Károly. 1864-ben maga is igazgató lett és vidéki színtársulatával bejárta Felső-Magyarország egy részét (Abaúj, Bereg, Borsod, Ung, Máramaros, Közép-Szolnok sat. megyéket). 1870. március 28-án mint vendég fellépett a pesti Nemzeti Színházban a Szigetvári vértanúkban Tóth József intrikus szerepében, április 13-án a Szegény ifjú történetében Laroque szerepében és Béldi Pálban mint Székely postamester. Működött Molnár György alatt is Budán. Azután egy ideig ismét igazgató volt. 1875. november 2-án a budapesti Népszínháznál mint szerződött tag lépett fel először a Molnár és gyermekében és a többek közt a Falu rosszában Feledy Gáspár bíró szerepét 78-szor játszotta; ugyanott 1883-ig működött mint apaszínész és intrikus. Szabadidejében (1876-78) a rajkai Friebeisz István színházi ügynökségében és lapjában, a Színházba, a vidéki színészet rendezése ügyében dolgozott. 1878. januárban a színészegyesület jegyzője, 1879. december 16-tól titkára, 1881. december 16-tól könyvelője volt. Mindezen hivatalait színházi működése mellett végezte. 1883-ban az állam 5000 forintot adott az egyesület irodájának fenntartására; ekkor megválasztatott rendes könyvelőnek. 1895. április 1-jén nyugdíjba lépett évi 600 forint fizetéssel. Azután egy évig adminisztrátor volt a Képes Családi Lapoknál. A budapesti 16. számú helyőrségi kórházban hunyt el, halálát szervi szívbaj okozta.
Felesége Vörös Jusztina (Hódmezővásárhely, 1844. március 10. – Budapest, 1908. november 15.) színésznő volt, akivel 1890. június 10-én Budapesten, a Kálvin téri református templomban kötött házasságot. Leányuk Kovács Margit, férj. Niski Józsefné (Budapest, 1885. augusztus 30. – Pápa, 1960. december 30.) színésznő.

## Írásai
Németből fordította Kotzebue: Holt unokaöcs c. vígjátékát, melyet 1862. decemberben Rimaszombatban adtak elő először; a Szabó mint természet költő c. bohózatot 1863-ban, melyet a vidéken gyakran előadtak, így Kaposvárt 1875. augusztus 12-ig. 1866-ban fordította: Az apródcsiny című 5 felvonásos bohózatot (előadták Gálszécsen szeptember 13.); 1885. Soleil Klára 3 felvonásos vigjátékot Ernest Capendu után franciából, A darasak 5 felvonásos vígjátékot és A szív áldozata c. drámát szintén franciából, vidéken több helyen adták elő.
Eredeti színművei: Rózsa Sándor, a hires alföldi haramia, színmű 3 felvonásban dalokkal és tánccal, először Kassán, 1873. április 14-én adták elő, azután Szatmárt, Nagykárolyban, Marosvásárhelyt, Miskolcon és másutt is. Farkas Béni, népszínmű, először Marosvásárhelyt adták elő Nyéki János igazgatása alatt.
Költeményei és kisebb beszélyei is jelentek meg a lapokban többnyire a színészéletből. Az egyesület Szinészeti Lapjának rendes munkatársa volt; lefordította Bodenstedt Othello-tanulmányát (1883) és cikksorozatot írt a görög mitológiából (1885.)
Cikkei a Fővárosi Lapokban (1869. A vidéki szinészet rendezéséről), a Marosban, Zemplénben, Ungban, a Független Polgárban (1875. 538. sz. Létok nélkül! Szomoru reminiscentiák); a Szinpadban (1878. Az amerikai szinházakról, A magyar szinészet bölcsőkora) és a Kis Ujságban (1898. rajzok a szinészéletből.) Írt még a Képes Családi Lapokba. 1898. július 6-tól az Előkelő Világ c. szépirodalmi hetilap segédszerkesztője és munkatársa volt Budai Uboly álnév alatt.